# Cooper Bay
Die Cooper Bay ist eine Bucht am südöstlichen Ende Südgeorgiens. Sie liegt 2,1 km südwestlich des Kap Vahsel und 1,5 km nordwestlich von Cooper Island.
Der Name der Bucht leitet sich von demjenigen der gleichnamigen Insel ab, dessen Namensgeber Robert Palliser Cooper (≈1743–1805) ist, ein Teilnehmer der zweiten Südseereise (1772–1775) des britischen Seefahrers und Entdeckers James Cook.